# Steve Gritt
Steve Gritt, nome completo Stephen John Gritt (Bournemouth, 31 ottobre 1957), è un allenatore di calcio ed ex calciatore inglese, di ruolo centrocampista.

## Carriera
Gritt ha trascorso la maggior parte della sua carriera sportiva nelle file del Charlton Athletic, in serie C (1980), vivendo con la squadra la promozione in serie B (1981) ed in serie A (1986). Nel 1989 fu trasferito nel Walsall per un breve periodo, per poi tornare al Charlton.
In tutto, le apparizioni di Gritt per il Charlton sono state 435, con all'attivo 26 gol.
Ha operato per due stagioni come allenatore della società, ritirandosi a vita privata nel 1993.
Dopo il 1995 ha lavorato per le squadre non professionistiche del Welling United e del Tooting & Mitcham.